# 森健次朗
森 健次朗（もりけんじろう ）は、講演家・講師。株式会社集中力 代表。血液型B型。国立名古屋工業大学大学院博士前期課程材料工学科有機材料コース修了。長崎県南島原市出身。元ミズノ株式会社社員。（商品開発本部ウエア開発研究室配属）オリンピック競技ウエア（水着、陸上ウエア等）の研究開発に従事。

## 主な来歴
- 1982年 長崎県立島原高等学校、国立名古屋工業大学高分子工学科、国立名古屋工業大学大学院博士前期課程材料工学科有機材料コース修了。
- 1989年 ミズノ株式会社入社（商品開発本部ウエア開発研究室配属）オリンピック競技ウエア（水着、陸上ウエア等）の研究開発に従事。

特に 2000 年シドニー五輪、開発担当の『サメ肌水着』が13の世界新樹立 特許出願約30件（サメ肌水着世界特許等）
- 2003年 ミズノ株式会社を退社（技術開発部ウエア開発課）。2004年 元気塾設立（学習塾、カイロ整体院）
- 2011年 アーティストファクトリー・ジャパン株式会社設立。2012年 社名を株式会社集中力へ変更

## 著書
- 『机に向かってすぐに集中する技術』（ フォレスト出版）2016年 ISBN 978-4894517011
- 今、ここ! で発揮できる集中力(2015年10月15日収録) [DVD]（ゴマブックス）2015年 JAN:4573293281372
- 世界の一流アスリートから学んだ 人生の金メダル獲得方法 [DVD]』（ゴマブックス）2015年 JAN:4582262723713